# Lanžov
Predefinição:Info/Localidade da República Tcheca
Lanžov é uma comuna tcheca localizada na região de Hradec Králové, distrito de Trutnov‎.